# Anisoplia hauseri
Anisoplia hauseri är en skalbaggsart som beskrevs av Edmund Reitter 1889. Anisoplia hauseri ingår i släktet Anisoplia och familjen Rutelidae. Inga underarter finns listade i Catalogue of Life.